# Campionato africano maschile di pallacanestro 1983
Il 12º Campionato Africano Maschile di Pallacanestro FIBA si è svolto dal 19 al 28 dicembre 1983 ad Alessandria in Egitto. Il torneo è stato vinto dai padroni di casa dell'Egitto.
I Campionati africani maschili di pallacanestro sono una manifestazione biennale tra le squadre nazionali del continente, organizzata dalla FIBA Africa, all'epoca AFABA.

## Squadre partecipanti
| Gruppo A                                                   | Gruppo B                                                  |
| ---------------------------------------------------------- | --------------------------------------------------------- |
| - Algeria - Angola - Egitto - Liberia - Rep. Centrafricana | - Costa d'Avorio - Guinea - Mozambico - Senegal - Somalia |

## Classifica finale
| Campione d'Africa | Campione d'Africa  | Campione d'Africa |
| --- | ------------------ | --- |
| Egitto Abu al-Khair, Attalah, Bekhit, el-Gazzar, el-Sabbagh, Khaled, Marei, Rabieh, Shouman, Soliman, Warda, All. Fouad el-Kheir |                    | |
| Argento | Angola             | Template:Angola di pallacanestro ai campionati africani 1983                                                                                |
| Bronzo | Senegal            | Template:Senegal di pallacanestro ai campionati africani 1983                                                                               |
| 4. | Costa d'Avorio     | Template:Costa d'Avorio di pallacanestro ai campionati africani 1983                                                                        |
| 5. | Mozambico          | Template:Mozambico di pallacanestro ai campionati africani 1983                                                                             |
| 6. | Algeria            | Template:Algeria di pallacanestro ai campionati africani 1982                                                                               |
| 7. | Rep. Centrafricana | Rep. CentrafricanaM. Debat, Gombe, F. Goporo, Kongaouin, Kotta, Lavodrama, Madozein, Naoueyama, Ouagon, M. Ouambo, Oumarou, Zianthe, All. - |
| 8. | Somalia            | Template:Somalia di pallacanestro ai campionati africani 1983                                                                               |
| 9. | Liberia            | Template:Liberia di pallacanestro ai campionati africani 1983                                                                               |
| 10. | Guinea             | Template:Guinea di pallacanestro ai campionati africani 1983                                                                                |